# فرانك ديتريش (مجدف)
فرانك ديتريش (بالألمانية: Frank Dietrich)‏ هو مجدف ألماني، ولد في 20 سبتمبر 1965 في فرايبورغ في ألمانيا.

## وصلات خارجية
- فرانك ديتريش على موقع الاتحاد الدولي للتجديف (الإنجليزية)
- فرانك ديتريش على موقع اللجنة الأولمبية الدولية (الإنجليزية)
- فرانك ديتريش على موقع أوليمبيديا (الإنجليزية)